# Curtonotidae

Жилкование крыльев мух рода Curtonotum.

Curtonotidae  (лат.) — семейство двукрылых насекомых из надсемейства Ephydroidea (Curtonotidae). Около 90 видов.

## Распространение
Встречаются всесветно, но главным образом в Афротропике и Неотропике. 5 видов в Палеарктике. В России 4 вида. Род Axinota обнаружен в Африке и Азии, роды Cyrtona и Tigrisomyia — в Африке, род Curtonotum — всесветно.

## Описание
Мелкие коренастые мухи, длина от 3 до 10 мм, основная окраска светло-коричневая. Щиток груди выпуклый, глаза большие, голые. Ноги длинные. Субкостальная жилка крыла хорошо развита, соединяется с костальной жилкой. Дискомедиальная ячейка (dm) слита с базальной ячейкой (bm) (поперечная жилка разделяющая их отсутствует). Жилка С достигает вершины жилки R4+5. Паразитоиды или хищники яиц прямокрылых насекомых.

## Систематика
5 родов, около 90 видов (половина из рода Curtonotum), включая три ископаемых (†Curtonotum electrodominicum, Curtonotum gigas и Depressonotum priscum, олигоцен, миоцен).
Представителей семейства разные авторы ранее включали в семейства Drosophilidae, Diastatidae и Ephydridae. В 1934 году немецкий энтомолог Освальд Дуда (Oswald Duda, 1869—1941) предложил название Curtonotidae для новой группы и этот статус принимается до сих пор.
- Род Axinota van der Wulp, 1886

- A. kyphosis Kirk-Spriggs, 2010
- A. obscuripes Meijere, 1911
- A. pictiventris Wulp, 1886
- A. rufipes Okada, 1966
- A. sarawakensis Delfinado, 1969
- A. simulans Delfinado, 1969

- Род Cyrtona Séguy, 1938

- Cyrtona albomacula Curran, 1933
- Cyrtona capensis Hackman, 1960 
- Cyrtona consobrina Hackman, 1960 
- Cyrtona pictipennis Thomson, 1869

- Род Curtonotum Macquart, 1843[6]

- C. amurensis Ozerov, 2007 — Дальний Восток
- C. anus (Meigen, 1830) — Европа
- C. adusticrus Klymko & Marshall, 2011
- C. atlanticum Klymko & Marshall, 2011
- C. balachowskyi Tsacas, 1974
- C. bivittatum Klymko & Marshall, 2011
- C. boeny Tsacas, 1974
- C. brunneum Klymko & Marshall, 2011. 
- C. coronaeformis Kirk-Spriggs, 2011
- C. curtispinum Klymko & Marshall, 2011 
- C. desperatum Klymko & Marshall, 2011
- †C. electrodominicum
- †C. gigas
- C. flavisetum Klymko & Marshall, 2011
- C. floridense Klymko & Marshall, 2011
- C. gladiiformis Kirk-Spriggs, 2011
- C. gracile Klymko & Marshall, 2011 
- C. griveaudi Kirk-Spriggs, 2011
- C. hunkingi Klymko & Marshall, 2011
- C. irwini Kirk-Spriggs, 2011
- C. keiseri Tsacas, 1974
- C. maritimum Ozerov, 2007 — Дальний Восток
- C. nigrum Klymko & Marshall, 2011
- C. papillatum Klymko & Marshall, 2011
- C. parkeri Kirk-Spriggs, 2011
- C. pauliani Tsacas, 1974
- C. rinhatinana Kirk-Spriggs, 2011 
- C. sakalava Tsacas, 1974
- C. scambum Klymko & Marshall, 2011 
- C. shatalkini Ozerov, 2007 — Дальний Восток
- C. sternithrix Tsacas, 1974
- C. stuckenbergi Tsacas, 1974
- Другие виды

- Род Tigrisomyia Kirk-Spriggs, 2010[4]

- T. amnoni Kirk-Spriggs, 2010
- T. kinskii Kirk-Spriggs, 2010
- T. rhayaderi Kirk-Spriggs, 2010
- T. scoliosis Kirk-Spriggs, 2010

- † Род Depressonotum Grimaldi & Kirk-Spriggs, 2012[9]

- †Depressonotum priscum Grimaldi & Kirk-Spriggs, 2012